# Нектарий (Параскевакос)
Епископ Нектарий (греч. Επίσκοπος Νεκτάριος, в миру Евстратиос Параскевакос греч. Ευστράτιος Παρασκευάκος; род. 1955, Афины) — архиерей Элладской православной церкви, епископ Кариупольский (с 2023), викарий Афинской архиепископии.

## Биография
Родился в 1955 году в Афинах. Окончил стандартную школу Ионидео в Пирее, выпускник юридического факультета Афинского университета, факультета социальной теологии богословской школы Афинского университета, обладатель диплома последипломного образования в области социального богословия богословской школы Афинского университета и кандидат наук кафедры пастырского и социального богословия богослвской школы Аристотелевского университета в Салониках.
Он был рукоположен в диакона 13 декабря 1987 года, а во пресвитера 13 марта 1988 года митрополитом Пирейским Каллиником (Карусосом), будучи в тот же день возведён в сан архимандрита.
Был секретарём Пирейской митрополии с 1987 по 1999 и президентом Духовного совета приходской церкви Воздвижения Святого Креста в Кастелле Пирейской, с 2007 по 2012 год он был проповедником Месогейской и Лавриотикской митрополии, а с 2012 года — священнослужителем паломнического центра Агия Марина Аликос Коропи. Также с 1999 года возглавлял Координационное управление Священного Синода Элладской Церкви и был секретарем специальной синодальной комиссии по правам человека.
10 октября 2023 года он был избран титулярным епископом Кариупольским, викарием Афинской архиепископии.
12 ноября 2023 года в кафедральном Благовещенском соборе в Афинах состоялась его архиерейская хиротония, которую совершили: предстоятель церкви, архиепископ Иероним II, митрополит Лефкасский и Итакский Феофил (Манолатос), митрополит Фессалиотидский и Фанариоферсальский Тимофей (Антис), митрополит Карпенисийский Георгий (Рембелос), митрополит Фессалоникийский Филофей (Феохарис), митрополит Полианийский и Килкисийский Варфоломей (Антониу), митрополит Фирский Амфилохий (Русакис), митрополит Парамитийский Серапион (Михалакис) и титулярный митрополит Фанариотский Агафангел (Харамантидис).